# 보투카라이테리움
보투카라이테리움(Botucaraitherium)은 브라질 남동부 파라나 분지의 칸델라리아 지층(Candelária Formation)에 있는 리오그란디아 군집 지역(Riograndia Assemblage zone)에서 발견된 멸종된 키노돈트이다. 단일 종인 보투카라이테리움 벨라르미노이(Botucaraiterium belarminoi)가 알려져 있다. 속명은 브라질의 히우그란지두술주에 있는 보투카라이 언덕(Belarmino Stefanell)에서 유래되었다. 종명은 화석을 발견한 뮤세우 아리스티데스 카를로스 로드리게스(Museu Municipal Aristides Carlos Rodrigues)의 자원봉사자인 벨라르미노 스테파넬로(Belarmino Stefanello)를 기리기 위해 지어졌다.